# Owen King
Owen Philip King (* 21. Februar 1977 in Bangor, Maine) ist ein US-amerikanischer Schriftsteller.

## Leben und Werk
Owen King ist das jüngste der drei Kinder von Stephen und Tabitha King sowie der Bruder von Joe Hill. Mit seiner Frau, der Schriftstellerin Kelly Braffet, lebt er in Upstate New York. Er studierte am Vassar College und an der Columbia University, wo er einen Master in Fine Arts erwarb.
Seine erste Buchveröffentlichung war eine Sammlung, bestehend aus einer Novelle und Kurzgeschichten, die teilweise zuerst in Zeitschriften veröffentlicht wurden. Für seine Texte wurde er mit dem John Gardner Award for Short Fiction der Binghamton University ausgezeichnet.
Sein erster Roman, Double Feature, erschien 2014. Seinen zweiten Roman Sleeping Beauties hat er zusammen mit seinem Vater verfasst. 2025 erschien sein dritter Roman mit dem Titel The Curator.

## Rezeption
In seiner Kindheit begeisterte er sich für die Spielfiguren der Serie G.I. Joe. Der Hersteller Hasbro benannte daraufhin eine der Figuren nach ihm. Stephen King widmete seinem Sohn das Gedicht For Owen, das 1985 in der Kurzgeschichtensammlung Skeleton Crew erschien.

## Veröffentlichungen
Bücher
- We’re All in This Together, Bloomsbury 2005
  - Der wahre Präsident von Amerika, Übers. Thomas Haufschild, Berlin: Rütten & Loening 2006, ISBN 978-3-352-00730-9
- Double Feature, Scribner 2013
- Sleeping Beauties (zusammen mit Stephen King), Scribner 2017
  - Sleeping Beauties, Übers. Bernhard Kleinschmidt, München: Heyne 2017, ISBN 978-3-453-27144-9
- Stephen King: On Writing: A Memoir of the Craft: Twentieth Anniversary Edition with Contributions from Joe Hill and Owen King, Hodder Paperbacks 2020, ISBN 978-1444723250
- The Curator, Hodder & Stoughton 2023
  - Die Kuratorin, Übers. Christian Jentzsch, Grimma: Buchheim 2025

Comic
- Intro to Alien Invasion, zusammen mit Mark Jude Poirier, Illustrationen von Nancy Ahn, 2015

Herausgeber
- Who Can Save Us Now? Brand-New Superheroes and Their Amazing (Short) Stories (zusammen mit John McNally), Free Press 2008